# Kamo no Ōkusu

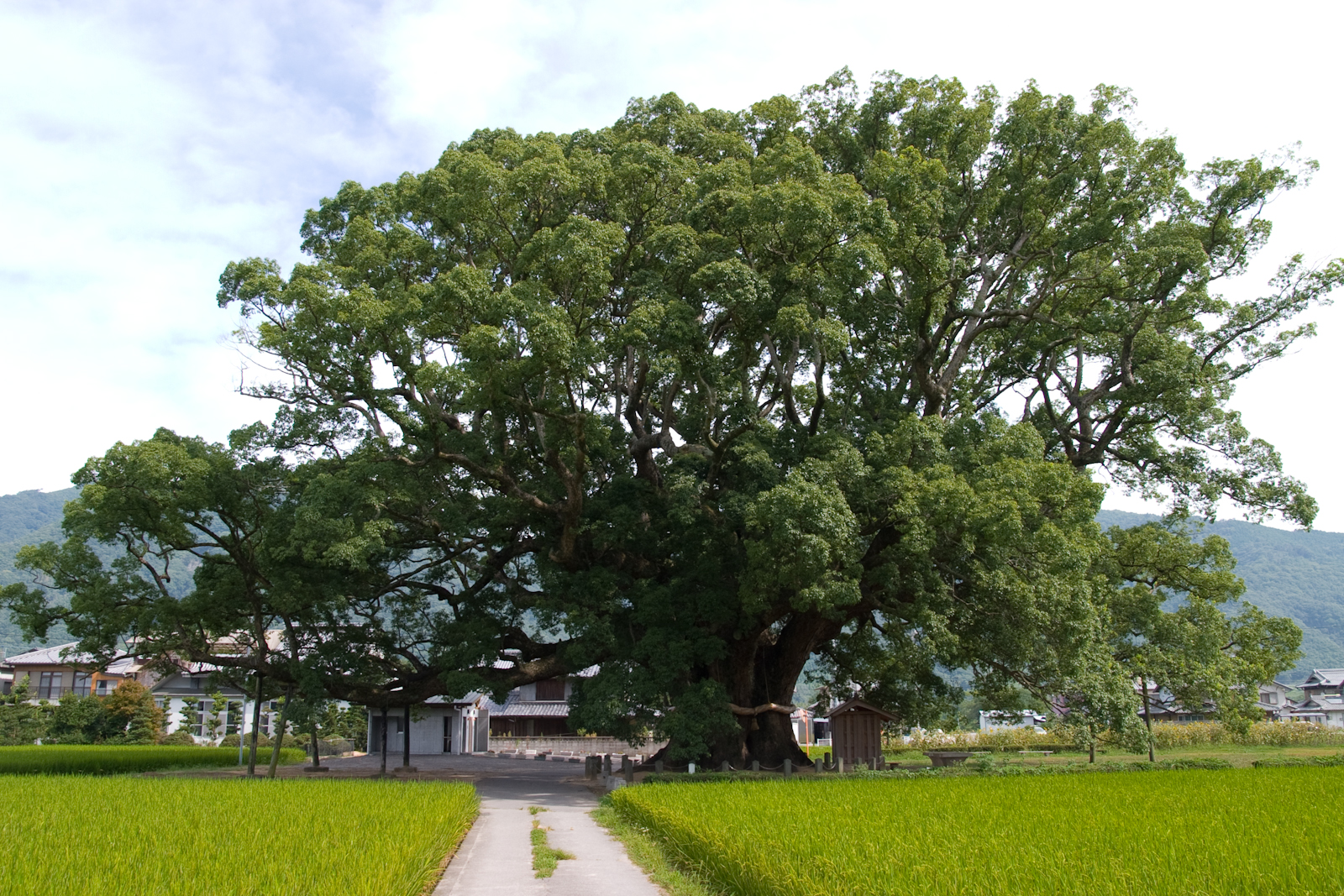
Kamo no Ōkusu um 2010

Kamo no Ōkusu (japanisch 加茂の大クス; deutsch „Kamos großer Kampferbaum“) ist ein sehr alter und großer Kampferbaum in der Stadt Higashimiyoshi in der japanischen Präfektur Tokushima auf der Insel Shikoku.

## Lage und Beschreibung
Der Kampferbaum befindet sich auf 70 m Höhe auf der südlichen Flussebene des Yoshino im Bezirk Miyoshi des namensgebenden Orts Kamo und nordöstlich des Bahnhofs Awa-Kamo (阿波加茂駅) der Tokushima-Linie (徳島線). Stand 1. November 2007 war er 26 Meter hoch und hatte nach dem Messstandard des Umweltministeriums einen Stammdurchmesser von 16,72 Metern. Ohne die sich auf 1,3 Metern Höhe befindenden Unebenheiten lag der gemessene Stammdurchmesser dagegen bei 14,10 Metern und bei einer Messung der Umweltbehörde im Jahr 1988 wurde ein Stammdurchmesser von 13 Metern angegeben, was einem Zuwachs von über drei Metern in rund 20 Jahren entspricht. Die Äste breiten sich recht gleichmäßig in alle Richtungen aus. 2007 lag die Ausdehnung in Ost-West-Richtung bei 52 Metern und in Nord-Süd-Richtung bei 42 Metern. 1988 wurden jeweils 47 und 39 Meter gemessen. Neben Kamo no Ōkusu gibt es in Japan noch viele weitere sehr große und alte Kampferbäume.

## Geschichte und Kultur
Das Alter von Kamo no Ōkusu wird auf rund 1000 Jahre geschätzt. Am 20. Oktober 1926 wurde er als Naturdenkmal und am 19. Juli 1956 nach dem Kulturgüterschutzgesetz als besonderes Naturdenkmal ausgewiesen. Um 1970 wurden zudem Maßnahmen getroffen, den Baum verstärkt zu schützen. Das umliegende Ackerland wurde in einen Park verwandelt und durch Blitzschlag, Wind und Regen beschädigte Bereiche des Baums behandelt. In der Folge wuchs der Baum wieder kräftiger.
Unterhalb des Kamo no Ōkusu befindet sich ein Hakora (kleiner Shintō-Schrein). Eine aus Anwohnern bestehende „Gesellschaft zum Schutz des Großen Kampferbaums“ kümmert sich um den Baum. Jährlich am 25. Dezember umbinden diese den Stamm des Kampferbaums mit einem neuen 16,5 Meter langen und etwa 250 Kilogramm schweren Shimenawa, das zuvor mit Salz und Sake gereinigt wird. Das alte Tau wird verbrannt. Shimenawa sind geschlagene Taue aus Reisstroh, die als „Götterseile“ im Shintō die Welt der Götter (Kami) von der diesseitigen Welt trennen bzw. die Anwesenheit einer göttlichen Kraft symbolisieren. Sie kennzeichnen daher oft Schreine, Torii, außergewöhnliche Felsen oder Bäume als heilige, spirituelle Orte. „Heilige Bäume“ werden als Shinboku (神木) bezeichnet.

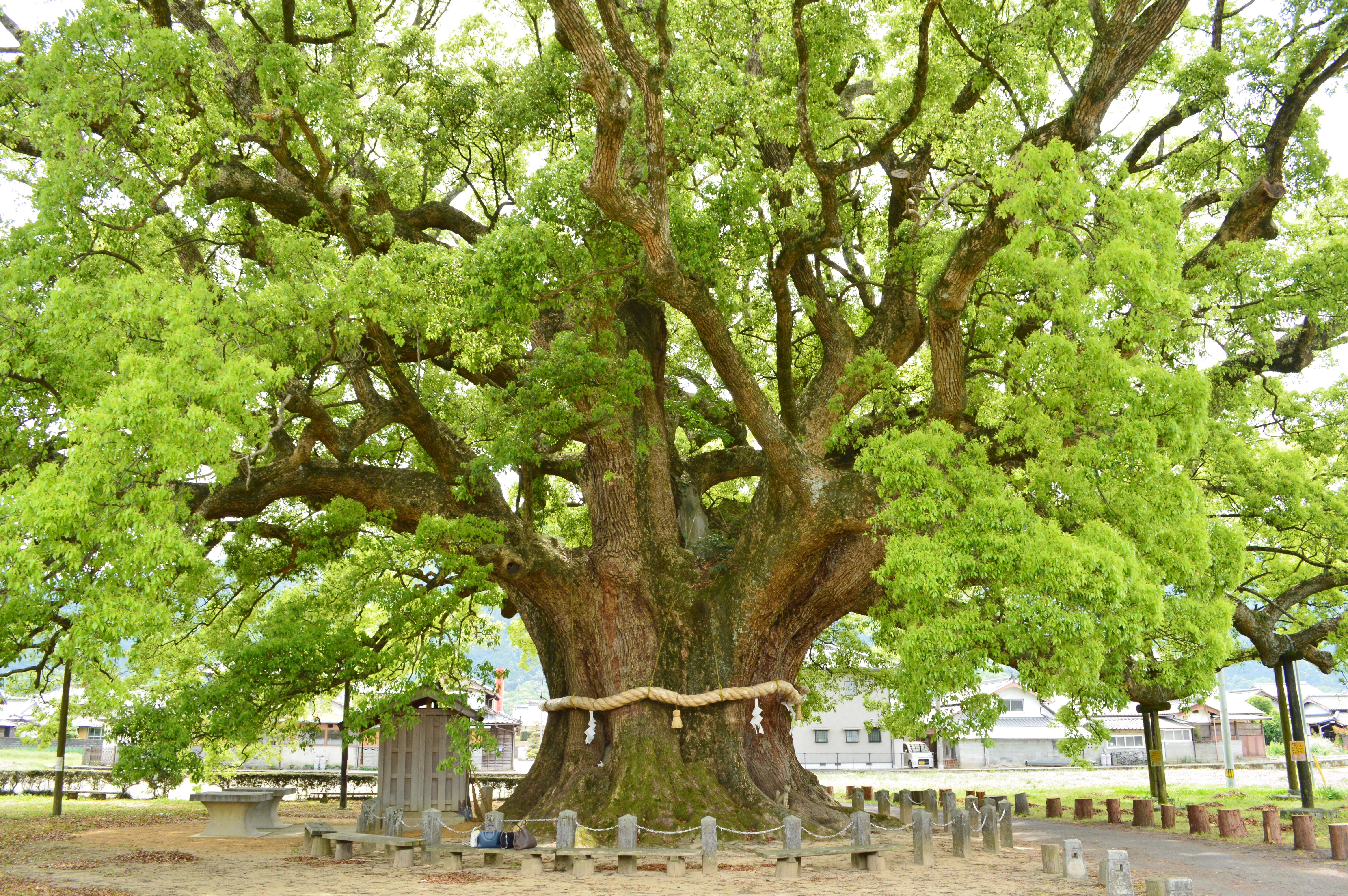
Nahaufnahme des Kamo no Ōkusu mit umgebundenen Shimenawa
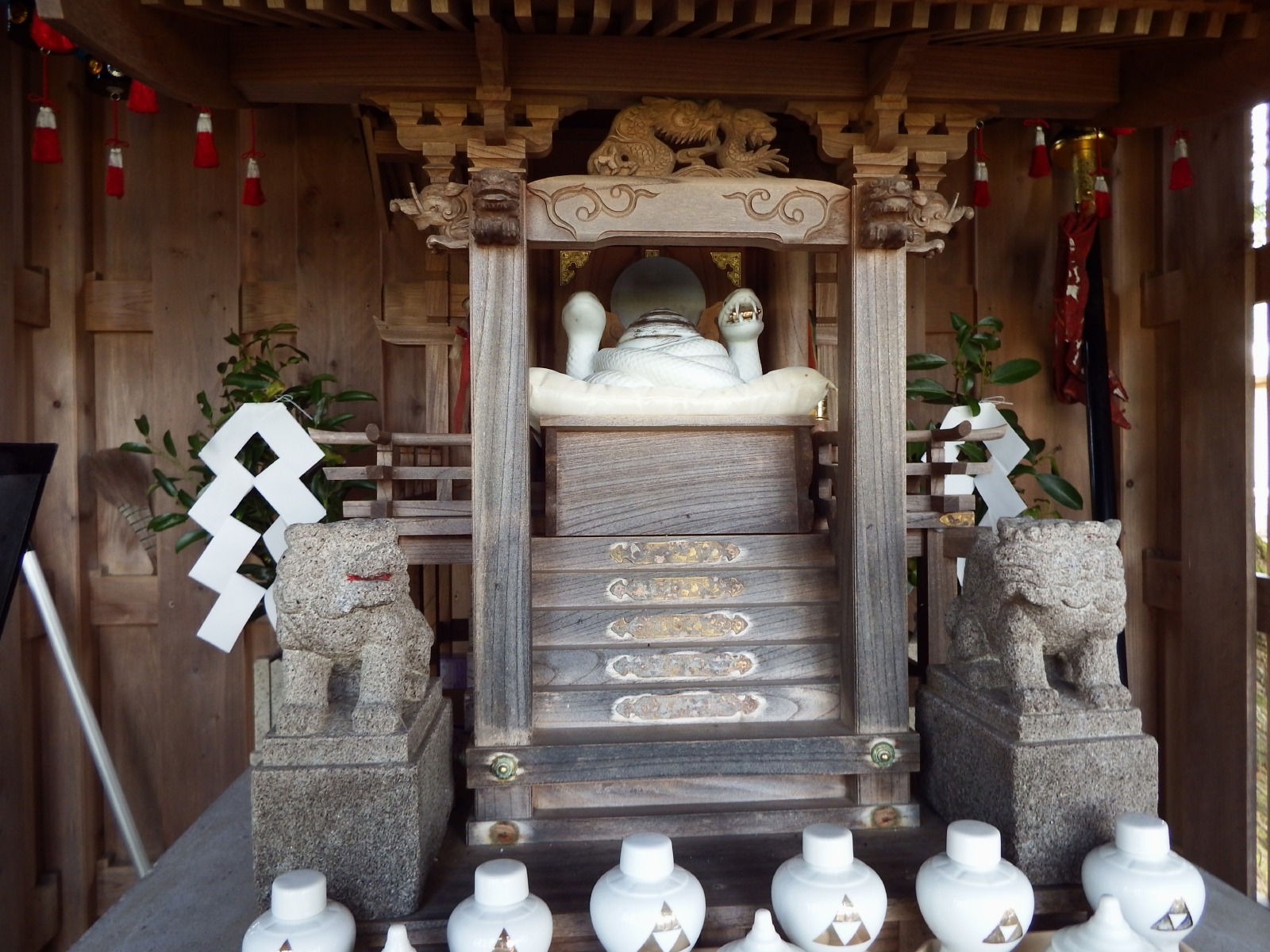
Hakora (kleiner Shintō-Schrein) unterhalb des Baums